# New Zealands håndboldlandshold (herrer)
New Zealands håndboldlandshold for mænd er det mandlige landshold i håndbold for New Zealand. Det repræsenterer landet i internationale håndboldturneringer. Det reguleres af New Zealand Handball Federation.

## Resultater

### Oceania Nations Cup
- 2004: 4.-plads
- 2006:  Bronze
- 2008: 4.-plads
- 2010:  Sølv
- 2012:  Sølv

### Asienmesterskabet
| År            | Position  |
| ------------- | --------- |
| Sydkorea 2018 | 14. plads |